# Jacques Burdet
Pour les articles homonymes, voir Burdet.
Jacques Burdet, né le 19 juin 1905 à Lutry et mort le 13 septembre 1984 à Payerne, est un enseignant, historien et musicologue vaudois.

## Biographie
Fils de Louis Burdet, maître de chant, et de Lydia Bron, Jacques Burdet étudie au collège classique, puis à l'école normale de 1922 à 1926, avant d'intégrer la classe de piano d'Yvonne Gamboni au Conservatoire de Lausanne en 1927. Parallèlement, il suit des leçons de chant avec Charles Troyon et d'histoire de la musique avec Aloÿs Fornerod.
Il obtient son brevet de maître de chant en 1931 puis devient instituteur à Cossonay jusqu'en 1933. Il dirige le Petit chœur d'Yverdon de 1933 à 1941, avant de devenir maître de musique au Collège scientifique de Lausanne dès 1941, puis à l'école normale de 1957 à 1970. Il est l'auteur d'un ouvrage fondamental sur la musique dans le canton de Vaud (paru en trois volumes entre 1963 et 1983) et d'une quarantaine d'articles. Docteur honoris causa de l'Université de Lausanne en 1973, il est également lauréat de la Fondation de musicologie Pierre Meylan en 1975.
En 1985, un fonds Jacques Burdet est créé à la Bibliothèque cantonale et universitaire - Lausanne.

### Sources
Fonds : Burdet (Jacques) (1838-1955) [0,24 ml].  Cote : Archives privées P Burdet. Archives cantonales vaudoises (présentation en ligne).